# Burträsks tingslag
Burträsks tingslag var ett tingslag i Västerbottens län i mellersta Västerbotten. År 1934 hade tingslaget 9 958 invånare på en yta av 2 022 km², varav land 1 858. Tingsplats var från 1832 i Gammelbyn, senare kallat Burträsk.
Tingslaget bildades 1795 genom en uppdelning av Lövånger och Burträsks tingslag och uppgick 1948 i Västerbottens mellersta domsagas tingslag. 
Tingslaget hörde till 1820 till Västerbottens södra kontrakts domsaga, mellan 1820 och 1852 till Västerbottens norra domsaga och från 1852 till Västerbottens mellersta domsaga.

## Socknar
Burträsks tingslag omfattade följande socknar: 
- Burträsks socken